# Saint-Julien-d'Armagnac
 Saint-Julien-d'Armagnac  (en occitano Sent Julian d'Armanhac) es una población y comuna francesa, situada en la región de Aquitania, departamento de Landas, en el distrito de Mont-de-Marsan y cantón de Gabarret.

## Demografía
| 208 | 160 | 159 | 156 | 139 | 102 |
| Para los censos de 1962 a 1999 la población legal corresponde a la población sin duplicidades (Fuente: INSEE [Consultar]) |     |     |     |     |     |